# Medaille für treue Dienste in den Kampfgruppen der Arbeiterklasse

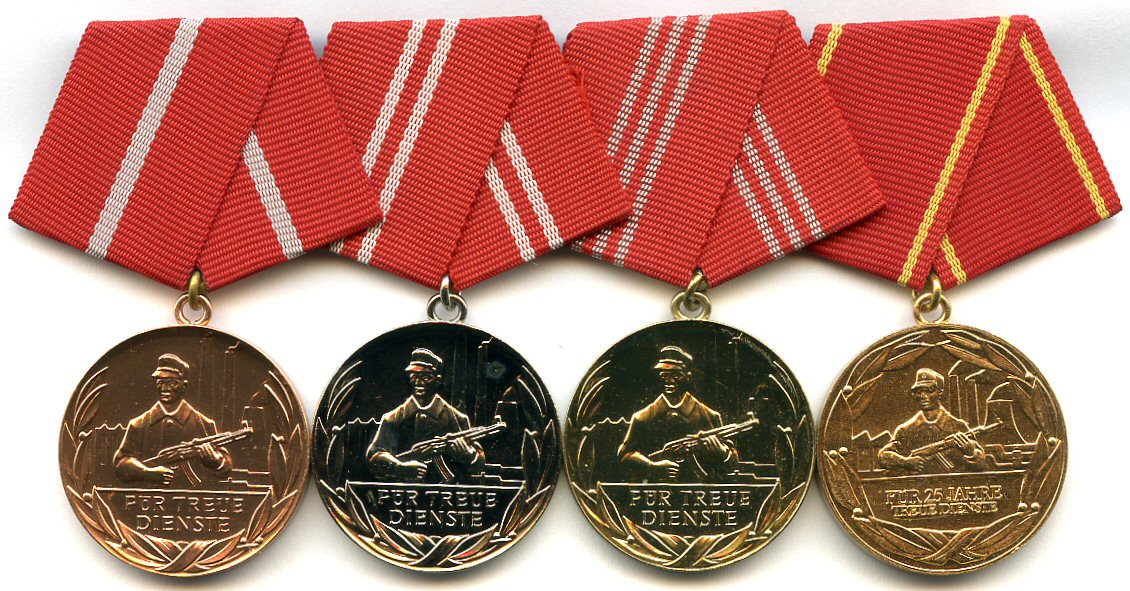
Medaille für treue Dienste in den Kampfgruppen der Arbeiterklasse

Die Medaille für Treue Dienste in den Kampfgruppen der Arbeiterklasse war eine staatliche Auszeichnung  der Deutschen Demokratischen Republik (DDR), welche in Form einer tragbaren Medaille verliehen wurde.

## Geschichte
Gestiftet wurde die Medaille am 6. Oktober 1965 in drei Stufen: Bronze, Silber und Gold. Am 19. April 1978 wurde sie um eine Stufe erweitert. Sie wurde für treue und gewissenhafte Pflichterfüllung in den Reihen der Kampfgruppen verliehen.

## Aussehen und Tragweise
Die bronzene, versilberte oder vergoldete Medaille mit einem Durchmesser von 31,5 mm zeigt auf ihrem Avers mittig das Brustbild eines Angehörigen der Kampfgruppe in Uniform, der in seiner rechten Hand über die linke hinweg eine Kalaschnikow hält vor der stilisierten Nachbildung eines Industriekomplexes mit zwei rauchenden Schornsteinen. Unter dem erhaben geprägten Brustbild befindet sich die zweizeilige Inschrift: FÜR TREUE / DIENSTE. Umgeben wird die Symbolik von einem unten geflochtenen nach oben hin offenen halbkreisförmigen Lorbeerzweig. Bei der Verleihung der Sonderstufe für 25-jährige Zugehörigkeit lautet die Inschrift: FÜR 25 JAHRE / TREUE DIENSTE. Das Revers der Medaille zeigt dagegen mittig das Staatswappen der DDR. Getragen wurde die Medaille an einer 24 mm breiten roten pentagonalen Spange die bei der Bronzestufe zusätzlich ein 2,5 mm breiten silbergrauen senkrechten Mittelstreifen aufweisen. Bei der Silberstufe die es zwei Mittelstreifen von je 1,8 mm Breite bei einem Abstand von 2 mm und bei der Goldstufe drei Mittelstreifen von je 1,5 mm die jeweils 1,5 mm voneinander entfernt stehen. Das Ordensband der Sonderstufe unterscheidet sich von dem der Goldstufe nur in durch einen goldgelben Saum beidseitig des Bandes. Die Interimsspange ist von gleicher Beschaffenheit. Allerdings wird auf der Interimsspange der Sonderstufe zusätzlich eine Miniatur in Form eines goldfarbenen Kampfgruppenemblems getragen.

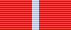
Spange für 10 Jahre in Bronze (I. Stufe)
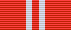
Spange für 15 Jahre in Silber (II. Stufe)
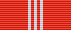
Spange für 20 Jahre in Gold (III. Stufe)
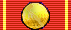
Spange für 25 Jahre in Gold (Sonderstufe)